# Feelin' It
Feelin' It è il quarto singolo del rapper statunitense Jay-Z, pubblicato il 15 aprile del 1997 ed estratto dall'album d'esordio di Jay-Z, Reasonable Doubt. La canzone, prodotta da Ski Beatz, presenta un accompagnamento corale del cantante Mecca.

## Tracce

### CD
1. Feelin' It (Video Version)
2. Feelin' It (TV Track)
3. Friend or Foe

### Vinile
Lato A
1. Feelin' It (Video Version)
2. Feelin' It (TV Track)

Lato B
1. Feelin' It (LP Version)
2. Friend or Foe

## Classifiche

### Classifiche settimanali
| Classifica (1997)        | Posizione massima |
| ------------------------ | ----------------- |
| Stati Uniti              | 79                |
| US Hot R&B/Hip-Hop Songs | 66                |
| US R&B/Hip Hop Airplay   | 75                |